# حوريات هايبربوري
حوريات هايبربوري (باليونانية: ΝυμΦαι Ύπερβορειοι) بحسب الميثولوجيا الإغريقية القديمة، كن ثلاثة حوريات من أراضي هايبربوري الأسطورية، واللاتي عبدن كأنصاف إلهات في جزيرة ديلوس، الجزيرة التي ولد فيها الإلهان التوأم أبولو وآرتميس.

## وظيفتهن
وهن كن بنات إله الرياح الشمالية بوريس، ومرافقات وخادمات آرتميس، ويعتقد بأن كان لهن الفضل في إدخال عبادة آرتميس لجزيرة ديلوس. كن أيضًا يشرفن على فنون الرماية المختلفة، وهي التصويب، تحديد المسار، وتحديد المسافة. تشير الأساطير إلى أن أسمائهن هي أوبيس، هيكارغي، ولوكسو.